# ما لا يقال (برنامج)

شعار البرنامج

ما لا يقال؛ هو برنامج وثائقي من إنتاج هيئة الإذاعة البريطانية المعروفة اختصارا بـ (BBC). يبث على تلفزيون بي بي سي عربي حيث يذاع أسبوعيا ويرصد البرنامج في وثائقياته قضايا مسكوت عن تناولها في الوسط العربي. كما يتيح لمشاهديه المشاركة في حلقاته، إما عبر الهاتف، أو بإرسال أسئلتهم أو تعليقاتهم أو تجاربهم الشخصية، فيما يخص موضوع الحلقة المتناول، عبر موقع القناة الرسمي.